# Girifushi
Girifushi est une petite île inhabitée des Maldives. C'est un camp d'entrainement militaire.

## Géographie
Girifushi est située dans le centre des Maldives, dans l'Est de l'atoll Malé Nord, dans la subdivision de Kaafu. Elle se situe à proximité de la plus vaste et plus peuplée Himmafushi (en).